# Danndorf (Mainleus)
Danndorf (oberfränkisch: Danndoaf) ist ein Gemeindeteil des Marktes Mainleus im oberfränkischen Landkreis Kulmbach. Die Gemarkung Danndorf hat eine Fläche von 4,311 km². Sie ist in 442 Flurstücke aufgeteilt, die eine durchschnittliche Flurstücksfläche von 9754,09 m² haben. In ihr liegt neben dem namensgebenden Ort der Gemeindeteil Schwarzholz.

## Geografische Lage
Das Dorf liegt am Zentbach und am Sonderungsbach, der innerorts als rechter Zufluss in den Zentbach mündet. Die Kreisstraße KU 12 führt nach Schimmendorf (1,7 km nordwestlich) bzw. nach Schmeilsdorf (3,2 km südlich). Gemeindeverbindungsstraßen führen zur Kreisstraße LIF 15 (1,3 km westlich) und nach Oberdornlach (1,8 km östlich).

## Geschichte
Der Ort wurde 1381 als „Tanndorf“ erstmals urkundlich erwähnt. Das Bestimmungswort des Ortsnamens ist der Personenname Danno. 1682 wurde das Schlossgut der Freiherren v. Künßberg erbaut und war seitdem ein Teil des Fürstentums Bayreuth. Im 18. Jahrhundert wurden zwei Ziehbrunnen errichtet.
Gegen Ende des 18. Jahrhunderts gab es in Danndorf 49 Anwesen und ein Gemeindehirtenhaus. Das Hochgericht übte das brandenburg-bayreuthische Stadtvogteiamt Kulmbach (östlich des Zentbachs) und das bambergische Centamt Weismain aus (westlich des Zentbachs). Die Dorf- und Gemeindeherrschaft hatte das Rittergut Danndorf. Grundherren waren
- das Rittergut Danndorf (1 Schloss mit Ökonomie, 1 Mahlmühle, 1 Wirtshaus, 2 Höfe, 5 Güter, 1 Gut mit Schmiede, 6 Gütlein, 1 Gütlein mit Schmiede und Schenkstatt, 3 Sölden, 11 Häuser, 4 Halbhäuser, 1 Häuslein, 3 Behausungen),
- das Seniorat von Künßberg (1 Hof, 2 Güter, 2 Gütlein, 1 Tropfhaus),
- das Rittergut Kirchleus des Seniorats von Guttenberg (1 Gut, 1 Tropfhaus),
- das Rittergut Küps (1 Gut),
- das bambergische Dompropsteiamt Maineck (1 Gütlein).[9]

Von 1797 bis 1810 unterstand Danndorf dem Justiz- und Kammeramt Kulmbach. 1810 kam der Ort zum Königreich Bayern. Mit dem Gemeindeedikt wurde Danndorf dem 1811 gebildeten Steuerdistrikt Schmeilsdorf zugewiesen. 1812 entstand die Ruralgemeinde Danndorf, zu der Ködnitzerberg, Prötschenbach, Ruffenhaus, Schmeilsdorf, Schwarzholz, Veitlahm, Wachholder und Wernstein gehörten. Mit dem Zweiten Gemeindeedikt von 1818 gehörte nur noch Schwarzholz zur Gemeinde. Sie war in Verwaltung und Gerichtsbarkeit dem Herrschaftsgericht Thurnau (ab 1852 Landgericht Thurnau) zugeordnet und in der Finanzverwaltung dem Rentamt Thurnau (1919 in Finanzamt Thurnau umbenannt). In der freiwilligen Gerichtsbarkeit unterstanden die Anwesen unterschiedlichen Patrimonialgerichten. Ab 1862 gehörte Danndorf zum Bezirksamt Kulmbach (1939 in Landkreis Kulmbach umbenannt). Die Gerichtsbarkeit blieb beim Landgericht Thurnau (1879 in das Amtsgericht Thurnau umgewandelt), von 1929 bis 1972 war das Amtsgericht Bayreuth zuständig, seitdem ist es das Amtsgericht Kulmbach. 1930 wurde die Finanzverwaltung vom Finanzamt Bayreuth übernommen, seit 1973 ist das Finanzamt Kulmbach zuständig. Die Gemeinde hatte eine Fläche von 4,324 km². Im Zuge der Gebietsreform in Bayern wurde die Gemeinde am 1. Januar 1978 in den Markt Mainleus eingegliedert.

## Baudenkmäler
- Danndorf 52: Ziehbrunnen
- Danndorf 73: Wohnstallhaus
- Danndorf 147: Wohnstallhaus
- Gut 1: Schlossgut der Freiherren von Künsberg
- Ziehbrunnen und Felsenkeller

## Freizeitaktivitäten
- FSV Danndorf
- Sauerbrunnen
- Kinderfeuerwehr

## Religion
Danndorf ist seit der Reformation gemischt konfessionell. Die Einwohner östlich des Zentbachs waren evangelisch-lutherisch und teils nach St. Veit (Veitlahm), teils nach St. Maria, St. Petrus und Paulus (Gärtenroth) gepfarrt. Die Einwohner westlich des Zentbachs waren katholisch und nach St. Michael (Mainroth) gepfarrt.

## Persönlichkeiten
- Udo Müller (1864–1923), Forstwissenschaftler und Hochschullehrer